# Liste der Bodendenkmale in Jesteburg
In der Liste der Bodendenkmale in Jesteburg sind alle Bodendenkmale der niedersächsischen Gemeinde Jesteburg aufgelistet. Die Quelle ist der Denkmalatlas Niedersachsen. Der Stand der Liste ist der 22. Oktober 2024.
In den Spalten finden sich folgende Informationen des Bodendenkmales :
- Lage        : geographische Koordinaten
- Bezeichnung : Bezeichnung lt. Denkmalatlas
- Beschreibung: Beschreibung lt. Denkmalatlas
- ID          : Objekt-ID
- Bild        : Bild, ggf. zusätzlich mit Link zu weiteren Fotos im Medienarchiv Wikimedia Commons.

## Itzenbüttel
| Lage                        | Bezeichnung               | Beschreibung | ID       | Bild |
| --------------------------- | ------------------------- | --- | -------- | ---- |
| 53° 18′ 59″ N, 9° 55′ 14″ O | Itzenbüttel 19, Grabhügel | Flach gewölbt, Auf der Kuppe Feldsteine abgelagert, dort auch ein topographischer Messpunkt. Nach Nordwesten hin ein kleiner, steiler Hügel angelehnt, bei dem es sich möglicherweise um angefahrenen Boden handelt. | 28960812 | BW   |
| 53° 18′ 59″ N, 9° 55′ 10″ O | Itzenbüttel 20, Grabhügel | Rest, flach gewölbt, Nordseite komplett abgegraben, wegen Bodenanschüttungen ist verbliebene Hälfte nicht klar auszumachen. Durchmesser ehemals 10 m, erhaltene Höhe 0,6 m.                                          | 28960813 | BW   |
| 53° 18′ 23″ N, 9° 54′ 55″ O | Itzenbüttel 55, Grabhügel | Flach gewölbt, vom Grenzgraben der Gemarkungsgrenze angeschnitten. Im Nordwesten ein Gittermast der Oberleitung. Durchmesser 10 m, erhaltene Höhe 0,6 m.                                                             | 28960929 | BW   |
| 53° 18′ 25″ N, 9° 55′ 1″ O  | Itzenbüttel 73, Grabhügel | Klein, gleichmäßig gewölbt, von Grenzgraben der Gemarkungsgrenze in S-Hälfte erheblich angeschnitten. Durchmesser 6 m, erhaltene Höhe 0,6 m.                                                                         | 28960806 | BW   |
| 53° 18′ 59″ N, 9° 55′ 11″ O | Itzenbüttel 74, Grabhügel | Ehemals rund, von Osten und Westen massive Eingrabungen bis fast an den Kern. Durchmesser bei 12 m, erhaltene Höhe 0,9 m.                                                                                            | 28960931 | BW   |
| 53° 18′ 52″ N, 9° 54′ 48″ O | Itzenbüttel 76, Grabhügel | Oberflächlich gestört mit mehreren alten verwaschenen Eingrabungen. Durchmesser 15 m, erhaltene Höhe 0,7 m. | 28960932 | BW   |

### Itzenbüttel 13
- ID:28960802
- Ca. 0,4 km südl. des Itzenbütteler Weges zwischen Buchholz und Itzenbüttel gelegenes Grabhügelfeld, bestehend aus ehemals 6 Grabhügeln. Durchmesser zwischen 12 – 20 m und 0,5 – 1 m erhaltener Höhe. Meist überpflügt bzw. zerwühlt, einer komplett zerstört worden.

| Lage                       | Bezeichnung    | Beschreibung                                                                                                   | ID       | Bild |
| -------------------------- | -------------- | --- | -------- | ---- |
| 53° 19′ 10″ N, 9° 55′ 0″ O | Itzenbüttel 13 | Flach, zerwühlt, Durchmesser 20 m und erhaltenen Höhe 0,7 m.                                                   | 28960807 | BW   |
| 53° 19′ 10″ N, 9° 55′ 2″ O | Itzenbüttel 14 | Sehr flach, vermutlich früher überpflügt. Durchmesser 12 m, erhaltene Höhe 0,5 m.                              | 28960790 | BW   |
| 53° 19′ 11″ N, 9° 55′ 3″ O | Itzenbüttel 15 | Sehr flach, breit, vermutlich früher überpflügt. Durchmesser 17 m, erhaltene Höhe 0,6 m.                       | 28960808 | BW   |
| 53° 19′ 12″ N, 9° 55′ 3″ O | Itzenbüttel 16 | Sehr breit, flach, unregelmäßig geformt, vermutlich früher überpflügt. Durchmesser 20 m, erhaltene Höhe 0,8 m. | 28960809 | BW   |
| 53° 19′ 12″ N, 9° 55′ 0″ O | Itzenbüttel 17 | Sanft gewölbt, etwas unregelmäßig, vermutlich früher überpflügt. Durchmesser 20 m, erhaltene Höhe 1 m.         | 28960810 | BW   |

### Itzenbüttel 27
- ID:28960805
- Ca. 1,6 km westl. der Ortsmitte Jesteburg gelegenes Grabhügelfeld mit ehemals 17 Grabhügel, von denen zwei zerstört sind. Durchmesser zwischen 10 – 20 m bei erhaltenen Höhen von 0,70 – 2,5 m.

| Lage                        | Bezeichnung    | Beschreibung | ID       | Bild |
| --------------------------- | -------------- | --- | -------- | ---- |
| 53° 18′ 37″ N, 9° 55′ 39″ O | Itzenbüttel 27 | Teils steilrandig, teils flach verlaufend. Bereits bei erster Begehung 1939 war in die Nordostseite eine Sitzgrotte eingegraben. Durchmesser 12 m, erhaltene Höhe 0,8 m.                                              | 28960814 | BW   |
| 53° 18′ 36″ N, 9° 55′ 41″ O | Itzenbüttel 28 | Gärtnerisch überprägt, ansonsten gut erhalten. Durchmesser 10 m, erhaltene Höhe 0,8 m. | 28960815 | BW   |
| 53° 18′ 37″ N, 9° 55′ 42″ O | Itzenbüttel 30 | Etwas gärtnerisch überprägt, sonst gut erhalten. Durchmesser 12 m, erhaltene Höhe 1 m. | 28960816 | BW   |
| 53° 18′ 40″ N, 9° 55′ 44″ O | Itzenbüttel 33 | Sehr zerwühlt, offensichtlich Spuren eines ausgebrochenen Steinkreises. Durchmesser 20 m, erhaltene Höhe 1,7 m. | 28960910 | BW   |
| 53° 18′ 38″ N, 9° 55′ 43″ O | Itzenbüttel 34 | Flach gewölbt, Durchmesser 10 m und 0,8 m erhaltene Höhe. | 28960911 | BW   |
| 53° 18′ 38″ N, 9° 55′ 43″ O | Itzenbüttel 35 | Kräftig gewölbt, eindrucksvoll, flache Eingrabung und im Süden durch den „Pferdeweg“ angeschnitten, ansonsten gut erhalten. Durchmesser 15 m, erhaltene Höhe 1,6 m.                                                   | 28960913 | BW   |
| 53° 18′ 39″ N, 9° 55′ 42″ O | Itzenbüttel 36 | Flach mit abgesetztem Rand. Durchmesser 20 m, erhaltene Höhe 1 m. | 28960914 | BW   |
| 53° 18′ 40″ N, 9° 55′ 40″ O | Itzenbüttel 37 | Sanft gewölbt, Durchmesser 15 m und 0,7 m erhaltene Höhe. | 28960915 | BW   |
| 53° 18′ 40″ N, 9° 55′ 38″ O | Itzenbüttel 38 | Sehr stark zerwühlter Rest, vermutlich restlos ausgeplündert. Durchmesser 15 m, erhaltene Höhe noch 0,6 m. | 28983777 | BW   |
| 53° 18′ 41″ N, 9° 55′ 39″ O | Itzenbüttel 39 | Kräftig gewölbt, rundum Ausbruchgraben erkennbar. Durchmesser 15 m, erhaltene Höhe 1,6 m. | 28960916 | BW   |
| 53° 18′ 41″ N, 9° 55′ 41″ O | Itzenbüttel 40 | Steilrandig, oben flach, große, alte Eingrabung in der Mitte. Rundherum alter Ausbruchgraben. Durchmesser 15 m, erhaltene Höhe 1,4 m.                                                                                 | 28960918 | BW   |
| 53° 18′ 42″ N, 9° 55′ 43″ O | Itzenbüttel 41 | Sehr kräftig gewölbt, eindrucksvoll, Durchmesser 15 m, erhaltene Höhe 1,8 m. | 28960919 | BW   |
| 53° 18′ 41″ N, 9° 55′ 44″ O | Itzenbüttel 42 | Sehr wuchtig mit sehr tiefen, breiten Ausbruchgräben. Sie deuten auf einen ehemals umschließenden und nun beraubten Steinkreises aus sehr großen Steinen hin. Zentrum intakt. Durchmesser 20 m, erhaltene Höhe 2,5 m. | 28960917 | BW   |
| 53° 18′ 42″ N, 9° 55′ 46″ O | Itzenbüttel 43 | Breit gewölbt, in der Böschung alter, vernarbter Ausbruchsgraben zu erkennen, Zentrum vermutlich unversehrt. Durchmesser 20 m, erhaltene Höhe 1,8 m.                                                                  | 28960920 | BW   |

### Itzenbüttel 45
- ID:28962985
- Ca. 1,6 km nordwestlich der Ortsmitte Jesteburg auf einer Anhöhe gelegenes Grabhügelfeld. Ehemals 10 Grabhügel davon nun zwei zerstört. Durchmesser zwischen 6 – 15 m bei erhaltenen Höhen 0,50 – 12 m.

| Lage                        | Bezeichnung    | Beschreibung                                                                                 | ID       | Bild |
| --------------------------- | -------------- | -------------------------------------------------------------------------------------------- | -------- | ---- |
| 53° 18′ 59″ N, 9° 56′ 4″ O  | Itzenbüttel 45 | Stark zerwühlt, Durchmesser 15 m und erhaltene Höhe 1 m.                                     | 28960922 | BW   |
| 53° 18′ 58″ N, 9° 56′ 2″ O  | Itzenbüttel 46 | Ungleichmäßig gewölbt, Durchmesser 15 m und 1,2 m erhaltene Höhe.                            | 28960912 | BW   |
| 53° 18′ 59″ N, 9° 56′ 2″ O  | Itzenbüttel 47 | Flach, von Waldweg mittig bis auf den Grund gespalten. Durchmesser 15 m, erhaltene Höhe 1 m. | 28960924 | BW   |
| 53° 18′ 59″ N, 9° 56′ 0″ O  | Itzenbüttel 48 | Flach gewölbt, Durchmesser 15 m und erhaltenen Höhe 1 m.                                     | 28960925 | BW   |
| 53° 18′ 59″ N, 9° 55′ 59″ O | Itzenbüttel 49 | Sanft gewölbt, Durchmesser 10 m und 0,80 m erhaltene Höhe.                                   | 28960926 | BW   |
| 53° 18′ 59″ N, 9° 55′ 58″ O | Itzenbüttel 50 | Klein, flach gewölbt, Durchmesser 6 m und erhaltene Höhe 0,50 m.                             | 28960927 | BW   |
| 53° 19′ 1″ N, 9° 55′ 59″ O  | Itzenbüttel 52 | Sanft gewölbt, alt gestört. Durchmesser 12 m, erhaltene Höhe 1 m.                            | 28960928 | BW   |
| 53° 19′ 0″ N, 9° 56′ 2″ O   | Itzenbüttel 53 | Flach gewölbt, Durchmesser 15 m und 1 m erhaltene Höhe.                                      | 28960921 | BW   |

## Jesteburg
| Lage                        | Bezeichnung             | Beschreibung | ID       | Bild |
| --------------------------- | ----------------------- | --- | -------- | ---- |
| 53° 19′ 18″ N, 9° 57′ 23″ O | Jesteburg 8, Grabhügel  | Breit, flach mit zerwühlter Oberfläche. Randverlauf steil, Kuppe oben flach. Durchmesser 15 m, erhaltene Höhe 1,2 m.                                                                                      | 28960930 | BW   |
| 53° 17′ 33″ N, 9° 56′ 47″ O | Jesteburg 9, Grabhügel  | Kräftig gewölbt, sehr gut erhalten. Durchmesser 20 m, erhaltene Höhe 1,6 m. | 28953381 | BW   |
| 53° 17′ 32″ N, 9° 56′ 47″ O | Jesteburg 10, Grabhügel | Kräftig gewölbt, sehr gut erhalten. Durchmesser 15 m, erhaltene Höhe 1,4 m. | 28953382 | BW   |
| 53° 20′ 4″ N, 9° 56′ 19″ O  | Jesteburg 20, Grabhügel | Rund. In der Schüttung ein Steinkreis aus großen Findlingen. Alte Eingrabung stört die Mitte. Durchmesser 10 m, erhaltene Höhe 0,9 m.                                                                     | 28961042 | BW   |
| 53° 20′ 2″ N, 9° 57′ 10″ O  | Jesteburg 28, Grabhügel | Sehr flach, breit, vermutlich von historischen Wölbäckern überzogen. Durchmesser 12 m, erhaltene Höhe 0,4 m.                                                                                              | 28961043 | BW   |
| 53° 20′ 4″ N, 9° 57′ 17″ O  | Jesteburg 29, Grabhügel | Kräftig gewölbt, Durchmesser 15 m und erhaltene Höhe 1,1 m. | 28961046 | BW   |
| 53° 20′ 7″ N, 9° 57′ 20″ O  | Jesteburg 30, Grabhügel | Sehr eindrucksvoll, kräftig gewölbt, in der Mitte eine alte Eingrabung. Ausbruchgraben eines einfassenden Steinkreises von 12 m Durchmesser deutlich zu erkennen. Durchmesser 15 m, erhaltene Höhe 1,6 m. | 28961045 | BW   |

### Jesteburg 1
- ID:28960935
- Ca.0,4 km von der Ortsmitte Jesteburg entfernt gelegenes eindrucksvolles Grabhügelfeld. Ehemals 8 Grabhügel mit 10 – 25 m Durchmesser und 0,7 – 2,2 m erhaltener Höhe. Einer wurde zerstört.

| Lage                        | Bezeichnung | Beschreibung | ID       | Bild |
| --------------------------- | ----------- | --- | -------- | ---- |
| 53° 18′ 41″ N, 9° 57′ 17″ O | Jesteburg 1 | Sehr wuchtig mit unregelmäßiger Oberfläche, vermutlich alte Störungen. Am nordöstlichen Rand tiefe Wegespuren. Durchmesser 25 m, erhaltene Höhe 2,2 m.                                                          | 28960934 | BW   |
| 53° 18′ 41″ N, 9° 57′ 15″ O | Jesteburg 2 | Kräftig gewölbt mit alter Eingrabung im Nordteil. Durchmesser 15 m, erhaltene Höhe 1,2 m. | 28960936 | BW   |
| 53° 18′ 41″ N, 9° 57′ 12″ O | Jesteburg 3 | Sanft gewölbt, vermutlich unversehrt. Durchmesser 10 m, erhaltene Höhe 0,7 m. | 28960937 | BW   |
| 53° 18′ 40″ N, 9° 57′ 12″ O | Jesteburg 4 | Wuchtig mit großer, alter Eingrabung in der Mitte. Durchmesser 15 m, erhaltene Höhe 1,4 m. | 28960938 | BW   |
| 53° 18′ 40″ N, 9° 57′ 9″ O  | Jesteburg 5 | Gleichmäßig gewölbt mit ursprünglichen Maßen von 15 m Durchmesser bei 1,2 m Höhe. Durch die Aufhöhung des umliegenden Geländes bis an den Hügelfuß heran nur noch als flache Kuppe in der Rasenfläche sichtbar. | 28960939 | BW   |
| 53° 18′ 43″ N, 9° 57′ 15″ O | Jesteburg 6 | Gleichmäßig gewölbt, wuchtig, Sehr gut erhalten. Durchmesser 17 m, erhaltene Höhe 1,6 m. | 28960940 | BW   |
| 53° 18′ 44″ N, 9° 57′ 19″ O | Jesteburg 7 | Gleichmäßig gewölbt, gut erhalten, Durchmesser 12 m, erhaltene Höhe 1,3 m. | 28961034 | BW   |

### Jesteburg 11
- ID:28961036
- Ca. 1,9 km südsüdwestl. von Ortsmitte Jesteburg gelegenes Grabhügelfeld. Es besteht aus 7 Grabhügeln mit 10 – 20 m Durchmesser und 0,5 – 1,3 m erhaltener Höhe. Einer der Hügel wurde durch die Anlage des Gemeindewegs beschädigt.

| Lage                        | Bezeichnung  | Beschreibung | ID       | Bild |
| --------------------------- | ------------ | --- | -------- | ---- |
| 53° 17′ 23″ N, 9° 56′ 25″ O | Jesteburg 11 | Durchmesser 15 m und 1 m erhaltene Höhe.                                                                                              | 28960933 | BW   |
| 53° 17′ 23″ N, 9° 56′ 24″ O | Jesteburg 12 | Rund, südöstliche Hälfte bei der Anlage des Gemeindeweges abgetragen. Durchmesser 12 m, erhaltene Höhe 0,6 m.                         | 28961035 | BW   |
| 53° 17′ 22″ N, 9° 56′ 24″ O | Jesteburg 13 | Gleichmäßig gewöbt, nordwestliche Hälfte durch Gemeindeweg abgeschnitten, sonst gut erhalten. Durchmesser 15 m, erhaltene Höhe 0,9 m. | 28961037 | BW   |
| 53° 17′ 21″ N, 9° 56′ 26″ O | Jesteburg 14 | Gleichmäßig gewölbt mit großer Abgrabung (Bodenentnahme) an der Westseite. Durchmesser 15 m, erhaltene Höhe 1 m.                      | 28961038 | BW   |
| 53° 17′ 19″ N, 9° 56′ 28″ O | Jesteburg 15 | Sehr flach, breit, in Hochacker gelegen. Über die Mitte ein alter Schützengraben. Durchmesser 20 m, erhaltene Höhe 0,8 m.             | 28961039 | BW   |
| 53° 17′ 20″ N, 9° 56′ 26″ O | Jesteburg 16 | Sehr flach, von Hochacker überprägt aber vermutlich im Kern unversehrt. Durchmesser 10 m, erhaltene Höhe 0,5 m.                       | 28961041 | BW   |
| 53° 17′ 20″ N, 9° 56′ 24″ O | Jesteburg 17 | Mit großer Eingrabung vom Nordrand bis in die Mitte. Durchmesser 15 m, erhaltene Höhe 1,3 m.                                          | 28961040 | BW   |

### Jesteburg 31
- ID:28961165
- Ca. 2,2 km nördl. von Jesteburg auf einem kleinen Plateau gelegene Grabhügelgruppe von 5 erhaltenen Hügeln. Durchmesser von 10 – 15 m Dm. und erhaltene Höhen von 0,3 – 0,8 m. Einer zerstört. Möglicherweise im angegebenen Bereich weitere Grabhügel.

| Lage                       | Bezeichnung  | Beschreibung                                                                                                | ID       | Bild |
| -------------------------- | ------------ | --- | -------- | ---- |
| 53° 19′ 40″ N, 9° 57′ 0″ O | Jesteburg 31 | Große Eingrabung von Südost nach Nordwest. Durchmesser 13 m, erhaltene Höhe 0,7 m.                          | 28961050 | BW   |
| 53° 19′ 39″ N, 9° 57′ 1″ O | Jesteburg 32 | Kräftig gewölbt und durch große Eingrabung (Stellungsloch) gestört. Durchmesser 13 m, erhaltene Höhe 0,8 m. | 28961051 | BW   |
| 53° 19′ 39″ N, 9° 57′ 3″ O | Jesteburg 33 | Rund, massiv mit großer Eingrabung in der Mitte (Stellungsloch). Durchmesser 15 m, erhaltene Höhe 0,8 m.    | 28961047 | BW   |
| 53° 19′ 41″ N, 9° 57′ 1″ O | Jesteburg 34 | Breit gewölbt, in der Mitte sehr große, alte Eingrabung. Durchmesser 14 m, erhaltene Höhe 0,7 m.            | 28961052 | BW   |
| 53° 19′ 39″ N, 9° 57′ 4″ O | Jesteburg 35 | Sehr flach gewölbt, an Südostseite von Waldweg überquert. Durchmesser 10 m, erhaltene Höhe 0,3 m.           | 28961049 | BW   |

### Jesteburg 39
- ID:28961057
- Ca. 1,2 km westl. von Ortsmitte Jesteburg gelegenes Grabhügelfeld. Ehemals bestand es aus 25 Grabhügel mit 7 – 15 m Durchmesser und 0,3 – 1,8 m erhaltener Höhe. Durch Wegebau sind zwei Grabhügel angeschnitten und einer zerstört worden.

| Lage                        | Bezeichnung  | Beschreibung | ID       | Bild |
| --------------------------- | ------------ | --- | -------- | ---- |
| 53° 18′ 35″ N, 9° 56′ 9″ O  | Jesteburg 39 | Gleichmäßig gewölbt, im Osten leicht von Weg und Zaun angeschnitten, sonst gut erhalten. Durchmesser 10 m, erhaltene Höhe 0,7 m. | 28961054 | BW   |
| 53° 18′ 36″ N, 9° 56′ 10″ O | Jesteburg 40 | Flach gewölbter Rest. Westseite bei Anlage eines Wegs abgetragen. Rest nicht weiter beschädigt. Durchmesser 10 m, erhaltene Höhe 0,6 m. | 28961055 | BW   |
| 53° 18′ 36″ N, 9° 56′ 12″ O | Jesteburg 41 | Sanft gewölbt, unversehrt. Durchmesser 12 m, erhaltene Höhe 0,8 m. | 28961058 | BW   |
| 53° 18′ 35″ N, 9° 56′ 11″ O | Jesteburg 42 | Kräftig gewölbt, gut erhalten. Durchmesser 15 m, erhaltene Höhe 1,2 m. | 28961056 | BW   |
| 53° 18′ 34″ N, 9° 56′ 12″ O | Jesteburg 43 | Kräftig gewölbt, gut erhalten, Durchmesser 12 m, erhaltene Höhe 1,3 m. | 28961060 | BW   |
| 53° 18′ 33″ N, 9° 56′ 10″ O | Jesteburg 44 | Wuchtig, kräftig gewölbt, gut erhalten. Auf der Westseite durch Zaun leicht gekappt. Auf der Ostseite völlig überwachsene Anschüttung von Grünabfällen, die zu einer unregelmäßigen Ausbuchtung geführt hat. Durchmesser 15 m, erhaltene Höhe 1,8 m. | 28961059 | BW   |
| 53° 18′ 33″ N, 9° 56′ 10″ O | Jesteburg 45 | Gleichmäßig gewölbt, gut erhalten. Auf der Nordseite durch bestehende Zuwegung leicht gekappt. Durchmesser 12 m, erhaltene Höhe 1 m. | 28961063 | BW   |
| 53° 18′ 32″ N, 9° 56′ 12″ O | Jesteburg 46 | Ehemals rund, sanft gewölbt. Südseite zur Hälfte durch Anlage des Reinsdorfer Feldweges abgetragen. Durchmesser 10 m, erhaltene Höhe 0,8 m. | 28961062 | BW   |
| 53° 18′ 30″ N, 9° 56′ 9″ O  | Jesteburg 47 | Fast rund mit flach auslaufendem Rand und abgeflachter Kuppe. Über die Hügelkuppe ein Gartenzaun. Durchmesser 13 m, erhaltene Höhe 0,5 m. | 28961158 | BW   |
| 53° 18′ 29″ N, 9° 56′ 8″ O  | Jesteburg 48 | Steil gewölbt, in der Mitte Schützenloch, sonst vermutlich unversehrt. Durchmesser 10 m, erhaltene Höhe 1,1 m. | 28961064 | BW   |
| 53° 18′ 29″ N, 9° 56′ 9″ O  | Jesteburg 50 | Kräftig gewölbt, Ostseite leicht vom Weg angeschnitten, sonst gut erhalten. Durchmesser 11 m, erhaltene Höhe 1,2 m. | 28961159 | BW   |
| 53° 18′ 29″ N, 9° 56′ 8″ O  | Jesteburg 51 | Klein, gleichmäßig gewölbt, gut erhalten. Durchmesser 8 m, erhaltene Höhe 0,7 m. | 28961053 | BW   |
| 53° 18′ 28″ N, 9° 56′ 8″ O  | Jesteburg 52 | Kräftig gewölbt, gut erhalten. Durchmesser 9 m, erhaltene Höhe 1 m. | 28961061 | BW   |
| 53° 18′ 27″ N, 9° 56′ 8″ O  | Jesteburg 53 | Kräftig gewölbt, unregelmäßige Oberfläche vermutlich durch Kaninchenbaue entstanden. Durchmesser 12 m, erhaltene Höhe 1,1 m. | 28961160 | BW   |
| 53° 18′ 28″ N, 9° 56′ 9″ O  | Jesteburg 54 | Sehr flacher Rest. Ostseite beim Wegebau zur Hälfte abgefahren, Mitte alt gestört. Durchmesser 7 m, erhaltene Höhe 0,5 m. | 28961161 | BW   |
| 53° 18′ 27″ N, 9° 56′ 9″ O  | Jesteburg 55 | Flach gewölbter Rest, Ostseite komplett zur Anlage eines Weges abgefahren. Alte Eingrabung (Schützenloch) in der ursprünglichen Mitte. Durchmesser 10 m, erhaltene Höhe 0,6 m.                                                                       | 28961163 | BW   |
| 53° 18′ 28″ N, 9° 56′ 9″ O  | Jesteburg 57 | Kräftig gewölbt, scheint unversehrt zu sein und gut erhalten. Zwischen tiefen, Nord-Süd ausgerichteten Wegespuren. Durchmesser 10 m, erhaltene Höhe 0,8 m.                                                                                           | 28961164 | BW   |
| 53° 18′ 29″ N, 9° 56′ 10″ O | Jesteburg 58 | Kräftig gewölbt, scheint unversehrt zu sein. Durchmesser 10 m, erhaltene Höhe 0,9 m. | 28961162 | BW   |
| 53° 18′ 30″ N, 9° 56′ 10″ O | Jesteburg 59 | Flach gewölbt, scheint unversehrt zu sein. Durchmesser 8 m, erhaltene Höhe 0,6 m. | 28961167 | BW   |
| 53° 18′ 30″ N, 9° 56′ 10″ O | Jesteburg 60 | Flach gewölbt, Durchmesser 7 m und 0,6 m erhaltene Höhe. | 28961168 | BW   |
| 53° 18′ 30″ N, 9° 56′ 10″ O | Jesteburg 61 | Klein, flach gewölbt mit kleiner, alter Eingrabung in der Mitte. Durchmesser 7 m, erhaltene Höhe 0,5 m. | 28961169 | BW   |
| 53° 18′ 30″ N, 9° 56′ 11″ O | Jesteburg 62 | Flach gewölbt mit kleiner, alter Eingrabung in der Mitte. Durchmesser 7 m, erhaltene Höhe 0,5 m. | 28961170 | BW   |
| 53° 18′ 28″ N, 9° 56′ 10″ O | Jesteburg 63 | Gleichmäßig gewölbt, flach, Durchmesser 8 m und 0,6 m erhaltene Höhe. | 28961171 | BW   |
| 53° 18′ 28″ N, 9° 56′ 8″ O  | Jesteburg 64 | Fast rund mit schwach abgesetztem Rand und flacher Kuppenmulde. Durchmesser 7 m und ca. 0,3 m erhaltene Höhe. | 28961172 | BW   |

### Jesteburg 66
- ID:28961165
- Ca. 2,8 km nördl. von Ortsmitte Jesteburg, nahe der Gemarkungsgrenze zu Bendesdorf gelegenes Grabhügelfeld. Es besteht aus 7 flachen Grabhügeln mit 10 – 13 m Durchmesser und 0,5 – 0,6 m erhaltener Höhe.

| Lage                       | Bezeichnung  | Beschreibung | ID       | Bild |
| -------------------------- | ------------ | --- | -------- | ---- |
| 53° 20′ 2″ N, 9° 56′ 59″ O | Jesteburg 66 | Breit, flach mit sehr alter Eingrabung in der Mitte, flächig von Wölbäckern überzogen. Durchmesser 13 m, erhaltene Höhe 0,5 m.                  | 28961166 | BW   |
| 53° 20′ 2″ N, 9° 56′ 59″ O | Jesteburg 67 | Flach gewölbt, von Wölbäckern überzogen. Sehr alter Ausbruchgraben deutet auf geraubten Steinkreis hin. Durchmesser 12 m, erhaltene Höhe 0,6 m. | 28961173 | BW   |
| 53° 20′ 3″ N, 9° 57′ 1″ O  | Jesteburg 68 | Flach gewölbt, wahrscheinlich von Wölbäckern überzogen. Durchmesser 12 m, erhaltene Höhe 0,6 m.                                                 | 28961175 | BW   |
| 53° 20′ 1″ N, 9° 57′ 2″ O  | Jesteburg 69 | Flach gewölbt, Durchmesser 10 m und 0,5 m erhaltene Höhe.                                                                                       | 28961176 | BW   |
| 53° 20′ 2″ N, 9° 57′ 3″ O  | Jesteburg 70 | Flach gewölbt, Oberfläche sehr steinig und durch Wölbäckern überprägt. Durchmesser 10 m, erhaltene Höhe 0,5 m.                                  | 28961177 | BW   |
| 53° 20′ 2″ N, 9° 57′ 4″ O  | Jesteburg 71 | Flach gewölbt, Oberfläche sehr steinig und von Wölbäckern überprägt. Durchmesser 10 m, erhaltene Höhe 0,5 m.                                    | 28961178 | BW   |
| 53° 20′ 2″ N, 9° 57′ 4″ O  | Jesteburg 72 | Flach gewölbt mit sehr steiniger Oberfläche, von Wölbäckern überprägt. Durchmesser 12 m, erhaltene Höhe 0,6 m.                                  | 28961179 | BW   |

## Lüllau
| Lage                        | Bezeichnung          | Beschreibung | ID       | Bild |
| --------------------------- | -------------------- | --- | -------- | ---- |
| 53° 17′ 8″ N, 9° 55′ 57″ O  | Lüllau 18, Grabhügel | Rund, von Wölbäckern überzogen. Durchmesser 15 m, erhaltene Höhe 0,8 m.                                                                             | 28959465 | BW   |
| 53° 17′ 8″ N, 9° 55′ 55″ O  | Lüllau 19, Grabhügel | Sehr flach, auseinandergepflügt; von Wölbäckern überzogen, sonst vermutlich ungestört. Durchmesser 15 m, erhaltene Höhe 0,6 m.                      | 28959466 | BW   |
| 53° 17′ 4″ N, 9° 55′ 48″ O  | Lüllau 20, Grabhügel | Sehr flach, auseinandergepflügt; von Wölbäckern überzogen. Durchmesser 12 m, erhaltene Höhe 0,5 m.                                                  | 28961186 | BW   |
| 53° 17′ 3″ N, 9° 55′ 45″ O  | Lüllau 21, Grabhügel | Flach gewölbt, von Wölbäckern überzogen. Durchmesser 10 m, erhaltene Höhe 0,6 m.                                                                    | 28959468 | BW   |
| 53° 17′ 6″ N, 9° 55′ 38″ O  | Lüllau 22, Grabhügel | Sehr flach, breit, auseinandergepflügt mit alter, flacher Eingrabung oder Tierbau in der Mitte. Durchmesser 15 m, erhaltene Höhe 0,6 m.             | 28961174 | BW   |
| 53° 17′ 46″ N, 9° 54′ 7″ O  | Lüllau 23, Grabhügel | Flach gewölbt; beiderseits verlaufen tief ausgefahrene Wegespuren in Nord-Süd-Richtung. Durchmesser 10 m, erhaltene Höhe 0,7 m.                     | 28959470 | BW   |
| 53° 17′ 46″ N, 9° 54′ 9″ O  | Lüllau 24, Grabhügel | Flach gewölbt, im Nordosten leicht vom Acker angeschnitten. Westlich tiefe Wegespuren in Nord-Süd-Richtung. Durchmesser 15 m, erhaltene Höhe 0,7 m. | 28959469 | BW   |
| 53° 17′ 26″ N, 9° 53′ 55″ O | Lüllau 25, Grabhügel | Fast rund mit abgeflachter Kuppe. Rand läuft nach Westen flach aus, ansonsten gut abgesetzt. Durchmesser 15 m, erhaltene Höhe 0,8 m.                | 28959471 | BW   |
| 53° 17′ 27″ N, 9° 53′ 56″ O | Lüllau 26, Grabhügel | Rund, abgeflachte, nach Süden geneigte Kuppe. Oberfläche durch Tierbaue gestört. Durchmesser 15 m, erhaltene Höhe 0,7 m.                            | 28959473 | BW   |
| 53° 18′ 12″ N, 9° 54′ 51″ O | Lüllau 60, Grabhügel | Gleichmäßig gewölbt mit kleiner alter Eingrabung. Durchmesser 15 m, erhaltene Höhe 1,2 m.                                                           | 28959587 | BW   |
| 53° 18′ 12″ N, 9° 54′ 53″ O | Lüllau 61, Grabhügel | Wuchtig, Durchmesser 20 m und 1,6 m erhaltene Höhe.                                                                                                 | 28959590 | BW   |
| 53° 17′ 7″ N, 9° 55′ 51″ O  | Lüllau 62, Grabhügel | Rund mit abgeflachter Kuppe und flach auslaufendem Rand. Durchmesser 15 m, erhaltene Höhe 0,6 m.                                                    | 28959592 | BW   |

### Lüllau 1
- ID:28961180
- 1,5 km südöstl. von Lüllau nahe der Gemarkungsgrenze zu Jesteburg gelegenes Grabhügelfeld. Es bestand ehemals 17 Grabhügel mit 10 – 20 m Durchmesser und 0,7 – 1,4 m erhaltener Höhe. Sieben der Grabhügel wurden im Vorfeld des Kiesabbaus durch das Helms-Museum untersucht, ein weiterer ist zur Hälfte in die Abbaugrube abgestürzt.

| Lage                        | Bezeichnung | Beschreibung | ID       | Bild |
| --------------------------- | ----------- | --- | -------- | ---- |
| 53° 17′ 8″ N, 9° 56′ 12″ O  | Lüllau 6    | Rest mit alter Eingrabung in der Mitte. Ostwärtige Hälfte durch Kiesabbau abgetragen. Durchmesser 12 m, erhaltene Höhe 0,9 m.                         | 28961182 | BW   |
| 53° 17′ 11″ N, 9° 56′ 19″ O | Lüllau 9    | Flachgewölbt mit großer, alter Eingrabung in der Mitte. Durchmesser 15 m, erhaltene Höhe 0,8 m.                                                       | 28961183 | BW   |
| 53° 17′ 9″ N, 9° 56′ 19″ O  | Lüllau 10   | Gleichmäßig gewölbt, gut erhalten, Durchmesser 12 m und erhaltene Höhe 0,8 m.                                                                         | 28961184 | BW   |
| 53° 17′ 8″ N, 9° 56′ 19″ O  | Lüllau 11   | Flach gewölbt, am Südrand gestört durch alten Schützengraben. Durchmesser 15 m, erhaltene Höhe 0,7 m.                                                 | 28961185 | BW   |
| 53° 17′ 9″ N, 9° 56′ 20″ O  | Lüllau 12   | Breit gewölbt, wuchtig mit einer großen, alten Eingrabung in der Mitte. Durchmesser Dm. 15 m, erhaltene Höhe 1,4 m.                                   | 28961181 | BW   |
| 53° 17′ 6″ N, 9° 56′ 13″ O  | Lüllau 13   | Flacher Rest, von altem Hochacker überpflügt. Durchmesser 15 m, erhaltene Höhe 0,7 m.                                                                 | 28961187 | BW   |
| 53° 17′ 7″ N, 9° 56′ 12″ O  | Lüllau 14   | Rund, von altem Hochacker überpflügt. Durchmesser 15 m, erhaltene Höhe 0,6 m.                                                                         | 28961188 | BW   |
| 53° 17′ 6″ N, 9° 56′ 9″ O   | Lüllau 15   | Gewölbt mit zentraler Eingrabung (wahrscheinlich Schützenloch). Von altem Hochacker überpflügt. Durchmesser 15 m, erhaltene Höhe 0,7 m.               | 28959462 | BW   |
| 53° 17′ 6″ N, 9° 56′ 10″ O  | Lüllau 16   | Stark verflacht, Eingrabung stört die Mitte (wahrscheinlich Schützenloch) und von alten Hochacker überpflügt. Durchmesser 10 m, erhaltene Höhe 0,4 m. | 28959463 | BW   |
| 53° 17′ 6″ N, 9° 56′ 7″ O   | Lüllau 17   | Wuchtig mit zentraler Eingrabung (wahrscheinlich Schützenloch). Von altem Hochacker überpflügt. Durchmesser Dm. 20 m, erhaltene Höhe 1,4 m.           | 28959464 | BW   |

### Lüllau 27
- ID:28959474
- Ca, 0,6 km nordwestl. von Lüllau gelegene Grabhügelgruppe aus ehemals 10 Grabhügel mit 12 – 20 m Durchmesser und 0,6 – 0,8 m erhaltener Höhe, meist von Wölbäcker überzogen. Drei Grabhügel sind inzwischen zerstört.

| Lage                        | Bezeichnung | Beschreibung | ID       | Bild |
| --------------------------- | ----------- | --- | -------- | ---- |
| 53° 17′ 30″ N, 9° 54′ 9″ O  | Lüllau 27   | Sanft gewölbt, Durchmesser 15 m und 0,6 m erhaltene Höhe. | 28959476 | BW   |
| 53° 17′ 30″ N, 9° 54′ 11″ O | Lüllau 28   | Sanft gewölbt, Nordseite durch Ackerland angeschnitten. Über den Hügel führt ein Feldweg, sonst vermutlich unversehrt. Durchmesser 15 m, erhaltene Höhe 0,7 m.                     | 28959477 | BW   |
| 53° 17′ 30″ N, 9° 54′ 21″ O | Lüllau 29   | Flach mit starker Wölbung. Von Wölbäckern überzogen. Im Nordteil alte Eingrabung, sonst vermutlich unversehrt. Durchmesser 20 m, erhaltene Höhe 0,8 m.                             | 28959472 | BW   |
| 53° 17′ 29″ N, 9° 54′ 18″ O | Lüllau 30   | Sanft gewölbt, von Wölbäckern überzogen sonst vermutlich unversehrt. Durchmesser 20 m, erhaltene Höhe 0,8 m.                                                                       | 28959478 | BW   |
| 53° 17′ 29″ N, 9° 54′ 24″ O | Lüllau 31   | Sanft gewölbt, im Nordteil große alte Eingrabung, vermutlich Stellungsloch. Flächig von Wölbäckern überzogen, sonst vermutlich unversehrt. Durchmesser 20 m, erhaltene Höhe 0,8 m. | 28959480 | BW   |
| 53° 17′ 33″ N, 9° 54′ 33″ O | Lüllau 33   | | 28959467 | BW   |
| 53° 17′ 30″ N, 9° 54′ 20″ O | Lüllau 36   | Sehr flach, von Wölbäckern überzogen, sonst vermutlich unversehrt. Durchmesser 12 m, erhaltene Höhe 0,6 m.                                                                         | 28959475 | BW   |

### Lüllau 40
- ID:28959483
- Ca. 1,5 km südwestl. von Lüllau gelegenes Grabhügelfeld bestehend aus 16 Grabhügel mit Durchmessern von 5 – 16 m und erhaltenen Höhen zwischen 0,3 – 1,2 m.

| Lage                        | Bezeichnung | Beschreibung | ID       | Bild |
| --------------------------- | ----------- | --- | -------- | ---- |
| 53° 16′ 50″ N, 9° 53′ 34″ O | Lüllau 40   | Oval, im Ostteil große Eingrabung, vermutlich Unterstand, im Westteil kleine Eingrabung, vermutlich Stellungsloch. Am Hügelfuß und von Norden nach Osten ein Schützengraben. Durchmesser 16 m, erhaltene Höhe 1,2 m. | 28959482 | BW   |
| 53° 16′ 49″ N, 9° 53′ 33″ O | Lüllau 41   | Klein, sanft gewölbt. Ausbruchgraben eines Steinkreises von etwa 7 m Durchmesser zu erkennen. Durchmesser 9 m, erhaltene Höhe 0,7 m.                                                                                 | 28959484 | BW   |
| 53° 16′ 48″ N, 9° 53′ 35″ O | Lüllau 42   | Steilrandig, größere Eingrabung in der Mitte, offensichtlich Stellungsloch, mit Zugangsgraben von Nordosten. Durchmesser 10 m, erhaltene Höhe 0,8 m.                                                                 | 28959485 | BW   |
| 53° 16′ 49″ N, 9° 53′ 32″ O | Lüllau 43   | Sehr flach, zerwühlt, ist aber noch deutlich ansprechbar. Durchmesser 6 m, erhaltene Höhe 0,4 m. | 28959486 | BW   |
| 53° 16′ 49″ N, 9° 53′ 32″ O | Lüllau 44   | Flach gewölbt mit deutlich abgesetztem Rand und kleiner Eingrabung in der Mitte. Durchmesser 6 m, erhaltene Höhe 0,4 m.                                                                                              | 28959487 | BW   |
| 53° 16′ 49″ N, 9° 53′ 32″ O | Lüllau 45   | Flach gewölbt, an Westseite eine Abgrabung. Durchmesser 6 m, erhaltene Höhe 0,5 m. | 28959479 | BW   |
| 53° 16′ 48″ N, 9° 53′ 32″ O | Lüllau 46   | Steilrandig, klein, Durchmesser 5 m und 0,5 m erhaltene Höhe. | 28959488 | BW   |
| 53° 16′ 48″ N, 9° 53′ 33″ O | Lüllau 47   | Gleichmäßig gewölbt, klein, Durchmesser 7 m und 0,6 m erhaltene Höhe. | 28959490 | BW   |
| 53° 16′ 48″ N, 9° 53′ 33″ O | Lüllau 48   | Kräftig gewölbt, klein, Durchesser ,8 m und 0,8 m erhaltene Höhe. | 28959491 | BW   |
| 53° 16′ 48″ N, 9° 53′ 35″ O | Lüllau 49   | Klein, sanft gewölbt, Durchmesser 7 m und erhaltene Höhe 0,7 m. | 28959492 | BW   |
| 53° 16′ 48″ N, 9° 53′ 35″ O | Lüllau 50   | Klein mit Eingrabung in der Mitte. Durchmesser 5 m, erhaltene Höhe 0,5 m. | 28959489 | BW   |
| 53° 16′ 49″ N, 9° 53′ 35″ O | Lüllau 51   | Sanft gewölbt, deutlich ansprechbar, Durchmesser 6 m, erhaltene Höhe 0,4 m. | 28959585 | BW   |
| 53° 16′ 49″ N, 9° 53′ 35″ O | Lüllau 52   | Flach mit scharf abgesetztem Rand. Durchmesser 6 m, erhaltene Höhe 0,4 m. | 28959586 | BW   |
| 53° 16′ 49″ N, 9° 53′ 35″ O | Lüllau 53   | Klein, aber deutlich erkennbar, Durchmesser 5 m, erhaltene Höhe 0,5 m. | 28959584 | BW   |
| 53° 16′ 49″ N, 9° 53′ 34″ O | Lüllau 54   | Sanft gewölbt, Durchmesser 6 m, erhaltene Höhe 0,6 m. | 28959588 | BW   |
| 53° 16′ 48″ N, 9° 53′ 35″ O | Lüllau 55   | Flach, unscheinbar, Durchmesser 5 m und 0,3 m erhaltene Höhe. | 28959589 | BW   |